# La Famille Raton
La Famille Raton é um conto de Júlio Verne, escrito em 1886. Durante a sua visita à Bélgica, veio Verne ler esta notícia em Liège, 25 de novembro de 1887. Foi publicado pela primeira vez em janeiro de 1891 no Le Figaro com um texto abreviado e depois na coleção Ontem e Amanhã, em 1910, foi ligeiramente reformulado por Michel Verne,

## Edições
Edições do manuscrito de Júlio Verne:
- Bulletin de la Société Jules Verne 90. 1989.
- Maître Zacharius et autres récits. José Corti. 2000.
- Contes et nouvelles de Jules Verne. Éditions Ouest-France. 2000.
- Aventures de la famille Raton, Éditions Raminagrobis, 2011, 152 p.